# Лукс
Лукс (енг. lux; симбол: lx) је СИ изведена јединица осветљености (илуминације). Једнака је једном лумену по квадратном метру. Ово се користи као мера интензитета светлости која погоди или прође кроз површину, како је опажа људско око. То је аналогно радиометријској јединици вата по квадратном метру, али са снагом на свакој таласној дужини пондерисаној у складу са функцијом осветљености, стандардизовани модел перцепције људске визуелне осветљености. На енглеском се реч „lux“ користи као једнина и као множина.
Одређен је осветљењем површине којој је на квадратни метар једнолико распоређен светлосни ток од једног лумена, то јест:
{\displaystyle 1\ \mathrm {lx} =1\ {\frac {\mathrm {lumen} }{\mathrm {metar} ^{2}}}=1\ {\frac {\mathrm {lm} }{\mathrm {m} ^{2}}}}
Јачина расвете од 1 lx има површину од 1 m2 ако на њу пада светлосни ток од 1 lm. Може се и овако рећи: Јачина расвете од 1 lx има она тачка неке површине на коју пада нормално светлост од извора светлости 1 cd, који је од ње удаљен 1 m. Што се површина даље одмиче од извора светлости, то је њена расвета слабија, јер се исти ток светлости подели на већу површину. Према томе јачина расвете је управно сразмерна (пропорционална) са светлосним током, а обрнуто пропорционална с величином површине на коју тај ток пада.
Већа мерна јединица (застарела) од 1 lx је 1 фот (ph):
{\displaystyle 1\ \mathrm {fot} =1\ {\frac {\mathrm {lumen} }{\mathrm {centimetar} ^{2}}}=10\,000\ {\frac {\mathrm {lumen} }{\mathrm {metar} ^{2}}}=10\,000\ \mathrm {luks} =10\ \mathrm {kiloluks} }
Мања мерна јединица (застарела) од 1 lx је 1 noks (nx):
{\displaystyle 1\ \mathrm {nx} =0,001\ \mathrm {lx} =0,000\,000\,1\,\mathrm {ph} }

## Лукс против лумена
Разлика између лукса и лумена је та што лукс рачуна површину над којом се светлосни флукс шири. 1000 лумена, концентрисаних у површину једног квадратног метра, осветљују тај квадратни метар са осветљењем од 1000 лукса. Истих 1000 лумена, раширених на десет квадратних метара, стварају пригушеније осветљење од само 100 лукса.
Достизање осветљења од 500 лукса је могуће у кухињи са једним фиксираним флуоресцентним светлом од 12 000 лумена. Да би се осветлио под фабрике са на десетине већом површином од кухиње, потребно је на десетине више таквих сијалица. Па тако, осветљивањем веће површине са истом количином лукса захтева више лумена.

## Везе између осветљења и снаге
Осветљеност није директна мера енергије светла, већ осветљења које оно пружа, као што перципира људско око. Па тако, коефицијенти конверзије тих јединица зависе од композиције таласне дужине и температуре боје светлости. На 555 nm, средини видљивог спектра, један lx је једнак са 1,46 /m².
- сунчева светлост на просечном дану варира од 32 000 (32 klx) до 100.000 лукса (100 klx)
- ТВ студији одају око 1 000 лукса (1 klx)
- светла канцеларија има око 400 лукса илуминације
- месечева светлост представља око 1 лукс
- звездана светлост износи само 0,00005 лукса (50 μlx)

## Осветљење
Осветљење или илуминација (ознака ) је фотометријска физичка величина којом се описује упадање светлости на неку површину, а одређена је количником светлоснога тока  и површином P, то јест: 
{\displaystyle E_{s}={\frac {\Phi _{s}}{P}}}
Мерна јединица осветљења је лукс (lx = lm/m²). Сунце у зениту даје на осветљеном тлу осветљење од приближно 100 000 lx, а на граници Земаљске атмосфере око 200 000 lx, пун Месец даје осветљење 0,25 lx, светлост звезда даје 0,0003 lx, осветљење за читање треба бити барем 50 lx.
Зависност осветљења неке површине, због радијалног ширења светлости из тачкастог извора, обрнуто је размерна квадрату удаљености од извора светлости: 
{\displaystyle {\frac {E_{1}}{E_{2}}}={\frac {r_{2}^{2}}{r_{1}^{2}}}}
где су  и  осветљења на удаљеностима од извора  и .
Зависност осветљења неке површине о упадном углу светлости описује Ламбертов косинусни закон: 
{\displaystyle E=E_{0}\cdot \cos \phi }
где је:  - осветљење површине нормалне на зраке светлости, а φ - упадни угао зрака светлости у односу на нормалу.

## Фотометрија
Фотометрија је грана оптике која се бави мерењем својстава светлости (својстава извора светлости, светлосног тока и осветљења површина). Историјска фотометријска мерења обављана су помоћу људског ока, а савремена фотометријска мерења, иако користе електронске фотометре, прилагођена су осетљивости људскога ока. Обухватају само онај део спектра електромагнетских таласа који запажа људско око, то јест ограничена су на таласне дужине од приближно 380 до 780 . Како људско око није једнако осетљиво на све таласне дужине видљиве светлости, за сваку се таласну дужину помоћу фотометријског еквивалента и функције осетљивости вида одређује еквивалентна вредност стандардног проматрача (према Међународној организацији за нормизацију ИСО). Мерењима својстава целокупнога електромагнетског спектра бави се радиометрија.

### Фотометријске величине и мерне јединице
| Величина               | Величина | Мерна јединица              | Мерна јединица | Напомена                                           |  |
| ---------------------- | -------- | --------------------------- | -------------- | -------------------------------------------------- |  |
| назив                  | знак     | назив                       | знак           | Напомена                                           |  |
| Светлосна енергија     |          | лумен секунда               |                | назива се и количина светлости                     |  |
| Светлосни ток          |          | лумен (cd⋅)                   |                | назива се и луминацијски флукс или светлосна снага |  |
| Светлосна јакост       |          | кандела (lm/sr)                  |                | назива се и луминацијски интензитет                |  |
| Сјајност               |          | кандела по квадратном метру | 2              | назива се и луминанција                            |  |
| Осветљење              |          | лукс (2)                    |                | назива се и илуминација                            |  |
| Осветљеност            |          | лукс секунда                |                | назива се и светлосна изложеност или експозиција   |  |
| Светлосна делотворност | η        | лумен по вату               |                | назива се и луминацијска ефектност                 |  |

### Објашњење
Количина светлости коју тачкасти извор светлости шаље (емитује) у простор у свим правцима у једној секунди, назива се светлосни ток или луминацијски флукс. Опколи ли се тачкасти извор светлости јачине 1 канделе (cd) куглом пречника 1 метар (m), онда је количина светлости што пролази кроз 1 2 кугле мерна јединица за светлосни ток и зове се 1 лумен (lm). Просторни угао који припада равни од 1 m2 је јединични просторни угао и зове се стерадијан (sr). Будући да је површина кугле , те је површина јединичне кугле (r = 1 m) једнака 4π или 12,57 m2. Значи кугла полупречника 1 m има 12,57 стерадијана. Према томе може се рећи: 1 лумен је онај светлосни ток који даје тачкасти извор светлости од 1 канделе у просторном углу од 1 стерадијана. 
Ако извор светлости шаље светлост t секунди, онда је укупна количина светлости коју он даје једнака умношку времена:
{\displaystyle Q_{s}=\Phi _{s}\cdot t}
Светлосна енергија мери се луменсекундама или лумен секундама (lm∙s) или луменсатима (lm∙ h). Како извор светлости јачине 1 кандела шаље у 1 стерадијан ток светлости од 1 лумена, онда ће кроз површину од 2 слати светлосни ток 12,57 lm. Генерално, извор светлости јачине  (у канделама) даће светлосни ток (у луменима):
{\displaystyle \Phi _{s}=4\cdot \pi \cdot I_{s}}
а одатле је светлосна јачина (у канделама):
{\displaystyle I_{s}={\frac {4\cdot \pi }{\Phi _{s}}}\ }

### Примери
| Извор                               | Светлосни ток (лумен) |
| ----------------------------------- | --------------------- |
| 37 бела ЛЕД (светлећа диода)        | 0,20                  |
| 15 зелени ласер (532 таласна дужина | 8,4                   |
| 1 W бела ЛЕД светиљка               | 25 – 120              |
| Петролејка                          | 100                   |
| 40 W електрична сијалица            | 325                   |
| 7 W бела ЛЕД светиљка               | 450                   |
| 18 W флуоресцентна цев              | 1 250                 |
| 100 W електрична сијалица           | 1 750                 |
| 40 W флуоресцентна цев              | 2 800                 |
| 35 W електролучна светиљка (ксенон) | 2 200 – 3 200         |
| 100 W флуоресцентна цев             | 8 000                 |
| 127 W натријумова сијалица          | 25 000                |
| 400 W халогена сијалица             | 40 000                |

Примери осветљености која се пружа под различитим условима:
| Осветљеност () | Осветљене површине                                 |
| -------------- | -------------------------------------------------- |
| 0,0001         | Безмесечно, облачно ноћно небо (звездана светлост) |
| 0,002          | Безмесечно ведро ноћно небо са сјајем ваздуха      |
| 0,05–0,3       | Пун месец ведре ноћи                               |
| 3,4            | Тамна граница градског сумрака под ведрим небом    |
| 20–50          | Јавне површине са тамним окружењем                 |
| 50             | Светла породичне дневне собе (Аустралија, 1998)    |
| 80             | Осветљење ходника пословне зграде /тоалета         |
| 100            | Врло облачан да                                    |
| 150            | Перони железничке станице                          |
| 320–500        | Канцеларијско осветљење                            |
| 400            | Излазак или залазак сунца током ведрог дана        |
| 1000           | Облачан дан; типично осветљење ТВ студија          |
| 10.000–25.000  | Пуна дневна светлост (не директно сунце)           |
| 32.000–100.000 | Директна сунчева светлост                          |